# Marlboro

Marlboro este o marcă de țigări introdusă pe piață de compania americană Philip Morris USA în anul 1904 . Cea mai mare fabrică care produce aceste țigări se află în Richmond, Virginia. Este cunoscută pentru campaniile publicitare cu „Marlboro Man” și pentru sponsorizările făcute în domeniul automobilistic.

## Arome
Philip Morris International a organizat produsele Marlboro în trei categorii - Flavor, Gold și Fresh, cele cu arome.
- Flavor:
  - Marlboro Red
  - Marlboro Core Flavor
  - Marlboro Flavor Mix
  - Marlboro Filter/Flavor Plus
  - Marlboro Beyond
- Gold:
  - Marlboro Gold Original
  - Marlboro Gold Touch
  - Marlboro Gold Edge
  - Marlboro Gold Advance
  - Marlboro Gold Beyond
- Fresh:
  - Marlboro White Menthol
  - Marlboro Black Menthol
  - Marlboro Fresh
  - Marlboro Ice Blast
  - Marlboro Blue Ice

## Legături externe
- Site oficial
- Phillip Morris USA
- Philip Morris Internațional